# The Funk Brothers
The Funk Brothers war der Name von insgesamt 13 Sessionmusikern des US-amerikanischen unabhängigen Plattenkonzerns Motown Corporation, die abwechselnd – je nach Bedarf und Verfügbarkeit zusammengestellt – bei den meisten Hits zwischen 1959 und 1972 mitspielten und die instrumentale Grundlage des „Motown-Sound“ bildeten.

## Anfänge
Als am 12. Januar 1959 von Berry Gordy Jr. das Plattenlabel Tamla Records gegründet wurde, fungierte er zunächst selbst als Musikproduzent. Er erwarb im August 1959 am 2648 West Grand Boulevard in Detroit ehemalige Fotostudios, in deren Garage er ein kleines Tonstudio (Motown Recording Studios (Detroit)) zunächst mit Dreispurtechnik, später mit zwei von Michael McLean gebastelten Achtspurtonbandgeräten einrichten ließ. Diese Adresse wurde mit dem Schild „Hitsville U.S.A.“ versehen.
Systematisch suchte Gordy dann nach Produzenten, Komponisten und Musikern, um sich von fremden Quellen unabhängig zu machen und eine eigene personelle Konsistenz aufzubauen. Er sah sich zu diesem Zweck in der Blues- und Jazzszene von Detroit um und rekrutierte hieraus die besten Individualisten. Als erste Studiomusiker konnte Gordy noch im Jahre 1959 Joseph E. „Joe“ Hunter (Piano), Earl Van Dyke (Piano), Larry Veeder (Gitarre), James Jamerson (Bassgitarre), Hank Cosby (Saxophon) und Eli Fountain (Altsaxophon) gewinnen; Hunter wurde zum Bandleader der Sessionmusiker ernannt. Die Sessionmusiker Joe Hunter (Piano) und Benny Benjamin (Tomtom) bildeten den Kern der Instrumentation beim ersten Motown-Hit Money (That’s What I Want) von Barrett Strong, aufgenommen im August 1959. Bald fanden sich die Gitarristen Robert White, Eddie Willis (der 2018 starb) und Joe Messina sowie Schlagzeuger William „Benny Papa Zita“ Benjamin ein. Die Rhythmussektion wurde später um Schlagzeuger Richard „Pistol“ Allen, Jack Ashford (Tambourin) und Eddie „Bongo“ Brown (Percussion) erweitert. Für Hunter kam 1964 Johnny Griffith (Piano), van Dyke wurde neuer Bandleader.
Meist standen abwechselnd 13 Musiker auf Abruf bereit, um im kleinen Tonstudio zuerst die Musikspur aufzunehmen. In der Frühphase bekam jeder Sessionmusiker lediglich US $ 9,50 pro aufgenommenen Song, ab 1964 erhielt jeder den gewerkschaftlichen Mindestlohn von US $ 52,50. Zur Aufbesserung ihres niedrigen Lohnes spielten sie weiterhin in Clubs der Umgebung. Sie begleiteten jedoch nicht die Motown-Künstler auf ihren Tourneen; diese Aufgabe nahmen 16 andere Musiker unter Leitung von Choker Campbell oder George Bohannon wahr.

## Fluktuationen

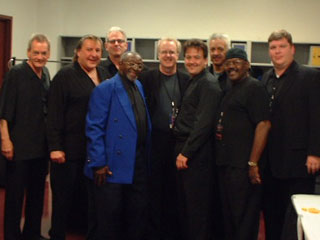
The Funk Brothers im Dezember 2006

Die Band unterlag fortan stärkeren Fluktuationen, die sich jedoch nicht auf die Soundqualität auswirkten. Arrangements wurden meistens von Paul Riser, Henry Cosby oder James Carmichael zusammengestellt, dazu gehörten manchmal auch Geigenparts. Systematisch können drei Generationsphasen der Sessionband eingeteilt werden, während derer der Kern jeweils erhalten blieb. Die erste Generation blieb zwischen 1959 und 1962 weitgehend konstant, die zweite zwischen 1963 und 1967, während die dritte im Wesentlichen zwischen 1968 und 1972 unverändert blieb.
Als 1967 Norman Whitfield erfolgreich den Sound um eine psychedelische und eine funky Komponente erweiterte, kamen die Gitarristen Melvin „Wah-Wah Watson“ Ragin und Dennis Coffey hinzu, während Jamerson und Benjamin wegen Alkohol- bzw. Drogensucht immer häufiger ausfielen. Benjamin verstarb 1969, Bob Babbitt übernahm ab 1967 zunehmend die Rolle des unzuverlässig werdenden Jamerson. Die musikalische Leistung der Sessionband kam bei der am 21. Mai 1971 veröffentlichten Marvin-Gaye-LP What’s Going On besonders zum Ausdruck, wo die Sessionmusiker erstmals auf dem Albumcover namentlich erwähnt werden. Gordy ließ sie – wenn überhaupt – als Earl Van Dyke & The Soul Brothers auflisten, weil er das Wort „funk“ nicht mochte. Die Bezeichnung Funk Brothers geht wohl auf Benny Benjamin zurück, der mit seinen Kollegen die Schlangengrube nach der Arbeit verließ und ihnen zurief „Ihr alle seid die Funk Brothers“.

## Musikalische Entwicklung zum „Motown-Sound“
Die Sessionmusiker bewiesen eine erstaunliche stilistische Anpassungsfähigkeit. Ihre Instrumentation spannt sich vom Prototyp des Motown-Sounds, dem Millionenseller Baby Love von den Supremes aus dem Jahr 1964 bis zum komplexen Sound des überlangen Papa Was a Rollin’ Stone von den Temptations aus 1972. The Funk Brothers sind als Sessionmusiker auf 22 Tophits in der Pop-Hitparade und 48 Tophits der Rhythm-&-Blues-Charts zu hören.
Die Funk Brothers bildeten mit ihrer Instrumentation das Kernstück und Rückgrat des Motown-Sounds. Typisch für diesen war die Rimshot-Technik des Schlagzeugs mit stark synkopierten Schlägen, eine dominante Bassgitarre, ein Saxophon-Part im Instrumentalteil und oft tambourin-überladene Perkussion. Zuweilen wurden die Instrumentalteile mit Geigen untermalt. Textlich gehörte zum Motown-Sound eine Abhandlung von Themen rund um die Liebe und Partnerschaft, die in maximal drei Minuten abgeschlossen sein mussten. Gesangstechnisch überwog der Call-and-Response-Stil des Gospel, weswegen überwiegend Gruppen als Interpreten vorkamen. Der Motown-Sound war das Ergebnis einiger weniger Komponisten und Musikproduzenten, die Wert auf einen pop-orientierten Rhythm & Blues legten. Grundmodell für alle späteren Hits war Where Did Our Love Go, dem ersten Hit der Supremes aus dem Jahre 1964. Aufgenommen wurde ganz überwiegend im engen Studio A der Motown-Zentrale in Detroit. Der Motown-Sound war jedoch keineswegs homogen, sondern lebte von individuellen Unterschieden, die durch die Eigenheiten der Interpreten zum Ausdruck kamen.

## Ende durch Umzug
Als Gordy den Konzern im Juni 1972 nach Los Angeles umziehen ließ, endete abrupt die Zeit der Funk Brothers ohne weiteres Aufsehen. Die Musiker trennten sich, Jamerson zog zwar mit um, fand die neue Umgebung jedoch nicht komfortabel. Anstatt dessen rekrutierte Gordy altgediente Sessionmusiker aus Los Angeles, die bereits für Phil Spector gespielt hatten. Dazu gehörten Gitarren-Virtuose Tommy Tedesco, Carol Kaye (Bass), Keyboard-Spezialist Larry Knechtel und Earl Palmer (Schlagzeug), allesamt lose Mitglieder von The Wrecking Crew.
Die Namen der ehemaligen Funk Brothers blieben der Öffentlichkeit lange verborgen, weil sie weder auf den Plattencovers genannt noch in der Fachpresse besonders hervorgehoben wurden. Einzig Dennis Coffey erlangte Bekanntheitsgrad ab 1971 durch seine Gitarren-Instrumentalaufnahmen. Die Sessionmusiker realisierten erst sehr spät ab etwa 1968 ihren Wert für Motown. Erst mit dem Film Standing in the Shadows of Motown, der am 11. Mai 2002 in den USA in die Kinos kam, wurde ihr künstlerisches Wirken einem größeren Publikum bekannt. Hierin spielten die noch lebenden Originalmitglieder der Funk Brothers ihre eigene Geschichte.

## Besetzung und Instrumente
Keyboarder:
- Earl „Big Funk“ Van Dyke (* 8. Juli 1930, † 18. September 1992): Piano (Steinway)
- Joe Hunter (* 19. November 1927, † 2. Februar 2007): Piano (Steinway), Hammond B-3 Orgel
- Johnny Griffith (* 10. Juli 1936, † 10. November 2002): Piano (Steinway), Hammond, Wurlitzer, Celeste, Harpsichord, Fender Rhodes

Gitarristen:
- Eddie Willis (* 3. Juni 1936, † 20. August 2018): Gibson Firebird, Gibson ES-335
- Joe Messina (* 13. Dezember 1928, † 4. April 2022): Gibson L-5, Fender Telecaster
- Robert White (* 19. November 1936, † 27. Oktober 1994): Gibson ES-335, Gibson L-5
- Dennis Coffey (* November 1940): Fender Stratocaster, Gibson Firebird

Bassisten:
- James „Igor“ Jamerson (* 29. Januar 1936, † 2. August 1983): Kontrabass, Fender Precision Bass, Hagstrom 8-String
- Bob Babbitt (* 26. November 1937, † 16. Juli 2012): Fender Precision Bass
- Antonio „Tony“ Newton: Bass

Saxophonisten:
- Henry „Hank“ Cosby (* 12. Mai 1928; † 22. Januar 2002): Tenorsaxophon
- Andrew „Mike“ Terry (* 1. Juli 1940, † 30. Oktober 2008): Baritonsaxophon
- Thomas „Beans“ Bowles (* 7. Mai 1926, † 29. Januar 2000): Baritonsaxophon und Flöte

Schlagzeuger:
- William „Papa Zita“ Benjamin (* 25. Juli 1925, † 20. April 1969): Ludwig, Slingerland, Rogers, Gretsch
- Uriel „Possum“ Jones (* 13. Juni 1934, † 24. März 2009): Rogers, Gretsch, Ludwig, Slingerland
- Richard „Pistol“ Allen (* 13. August 1932, † 30. Juni 2002): Ludwig, Rogers, Gretsch

Percussionisten:
- Jack Ashford (* 1934): Bass, Marimbas, Tambourine, Wood block, Cabassa
- Eddie „Bongo“ Brown (* 13. September 1932, † 28. Dezember 1984): Congas, Bongos